# Jacobs Solutions
Jacobs Solutions Inc. (NYSE: J) er en amerikansk ingeniør-, bygge- og anlægsvirksomhed. De har ca. 60.000 ansatte og omsætter for ca. 15 mia. US $.
Jacobs Engineering blev etableret i 1947 af Joseph J. Jacobs.